# Giuseppe Alongi (schermidore)
Giuseppe Alongi (Mazara del Vallo, 11 ottobre 1985) è un maestro di scherma ed ex schermidore italiano, specializzato nel fioretto.

## Biografia
Le prime vittorie nel fioretto arrivano già nelle gare giovanili e cadetti, in ambito europeo e mondiale, a cui segue la conquista di una medaglia di bronzo ai campionati europei di scherma a Copenaghen nel 2004, nel fioretto a squadre. Nelle stagioni sportive dal 2002 al 2008 è inserito in pianta stabile nella squadra nazionale italiana di fioretto.
Inizia la sua carriera magistrale nel 2008 come membro di staff presso un'importante società schermistica lombardia, si diploma Maestro di Scherma alle tre armi presso l'Accademia Nazionale di Scherma nel 2013 e l'anno successivo fonda il Club Scherma Leonessa, presso cui è attualmente maestro e direttore tecnico.
È stato vicepresidente del comitato provinciale C.S.E.N. di Brescia dal 2009 al 2012, responsabile del coordinamento nazionale A.S.I. settore scherma dal 2013 al 2017 ed è attualmente vicepresidente del comitato provinciale A.S.I. di Brescia.
Dal 2019 è collaboratore della squadra nazionale australiana di fioretto maschile e femminile come tecnico e accompagnatore in diverse tappe del circuito di coppa del mondo assoluti.

## Palmarès

### Risultati élite
In carriera ha ottenuto i seguenti risultati:
Giochi mondiali militari
Individuale
- Argento nel fioretto a Catania 2003

A squadre
- Oro nel fioretto a Catania 2003

Europei
Individuale
A squadre
- Bronzo nel fioretto a Copenaghen 2004

Campionati italiani
Individuale
A squadre
- Argento nel fioretto a Tivoli 2009
- Bronzo nel fioretto a Roma 2003
- Bronzo nel fioretto a Torino 2006
- Bronzo nel fioretto a Napoli 2007
- Bronzo nel fioretto a Jesi 2008

### Risultati giovani
Mondiali giovanili
Individuale
- Bronzo nel fioretto a Trapani 2003

A squadre
- Oro nel fioretto a Trapani 2003
- Argento nel fioretto a Plovdiv 2004

Europei giovanili
Individuale
- Argento nel fioretto a Parenzo 2003

A squadre
- Argento nel fioretto a Conegliano 2002
- Argento nel fioretto a Parenzo 2003

Campionati italiani U23
Individuale
- Oro nel fioretto nel 2008

A squadre
Campionati italiani giovani
Individuale
- Bronzo nel fioretto nel 2002
- Bronzo nel fioretto nel 2003

A squadre
Campionati italiani cadetti
Individuale
- Argento nel fioretto nel 2002
- Bronzo nel fioretto nel 2001

A squadre